# КП-01
КП-01 — перший український автожир. Створений компанією «Київпром». Перший політ на КП-01 відбувся 31 серпня 2002 року.
Серійного виробництва літальна машина так і не отримала.